# Sorelle vampiro 3 - Ritorno in Transilvania
Sorelle vampiro 3 - Ritorno in Transilvania (Die Vampirschwestern 3 - Reise nach Transsilvanien) è un film del 2016 di Tim Trachte. È il sequel di Sorelle vampiro - Vietato mordere! (2012) e Sorelle vampiro 2 - Pipistrelli nello stomaco (2014).

## Trama
Franz, il fratello piccolo di Silvania e Dakaria, si ritroverà in pericolo: Antanasia la regina vampiro lo vuole come erede del suo castello.